# Callitris endlicheri
Callitris endlicheri là một loài thực vật hạt trần trong họ Cupressaceae. Loài này được Parl. F.M.Bailey mô tả khoa học đầu tiên năm 1883.